# Olontheus obscurus
Olontheus obscurus är en insektsart som beskrevs av Jacobi 1944. Olontheus obscurus ingår i släktet Olontheus och familjen Tropiduchidae. Inga underarter finns listade i Catalogue of Life.